# Ken Shimizu
Ken Shimizu (清水 健, Shimizu Ken) que también usa el nombre Shimiken (しみけん) es un actor masculino de videos para adultos (AV) de Japón. Se le atribuye haber tenido relaciones sexuales con más de 8.000 mujeres en el transcurso de la realización de 7.500 películas.

## Biografía
Shimizu nació el 1 de septiembre de 1979 e hizo su primera aparición como modelo a los 18 años en la edición de julio de 1998 en una revista japonesa para hombres homosexuales. Su carrera audiovisual comenzó poco después y, a mediados de 2002, se informó que apareció en más de 1200 videos para adultos.